# Rodney Robert Porter
Rodney Robert Porter, FRS (8.10.1917 – 7.9.1985) là một nhà hóa sinh người Anh, đã đoạt giải Nobel Sinh lý và Y khoa năm 1972.

## Cuộc đời và Sự nghiệp
Sinh tại Newton-le-Willows, St Helens, Lancashire, Anh, Rodney Robert Porter đậu bằng cử nhân khoa học (hạng danh dự) ở Đại học Liverpool năm 1939 chuyên ngành Hóa sinh. Năm 1948, ông đậu bằng tiến sĩ ở Đại học Cambridge.
Từ năm 1949 tới 1960, ông làm việc ở Viện quốc gia nghiên cứu Y học (National Institute of Medical Research), sau đó ông sang làm việc ở St. Mary's Hospital Medical School--Imperial College London—và trở thành giáo sư khoa Miễn dịch học.
Năm 1967 ông được bổ nhiệm làm giáo sư khoa hóa sinh ở Đại học Oxford.
Năm 1972, Porter đoạt giải Nobel Sinh lý và Y khoa chung với Gerald M. Edelman cho công trình xác định cấu trúc hóa học chính xác của một kháng thể. Sử dụng một enzym gọi là papain, ông phá vỡ immunoglobin của máu thành từng mảnh, để dễ nghiên cứu. Ông cũng xem xét cách các immunoglobin của máu phản ứng với cellular surfaces.
Ông từ trần trong một tai nạn xe ở gần Winchester, Hampshire để lại bà vợ cùng 5 người con.